# 斯基亚帕雷利陨石坑
斯基亚帕雷利陨石坑（Schiaparelli）是位于月球正面风暴洋东部的一座小撞击坑，其名称取自十九世纪意大利天文学家乔瓦尼·维尔吉尼奥·斯基亚帕雷利(1835年－1910年)，1935年被国际天文学联合会批准接受。

## 描述

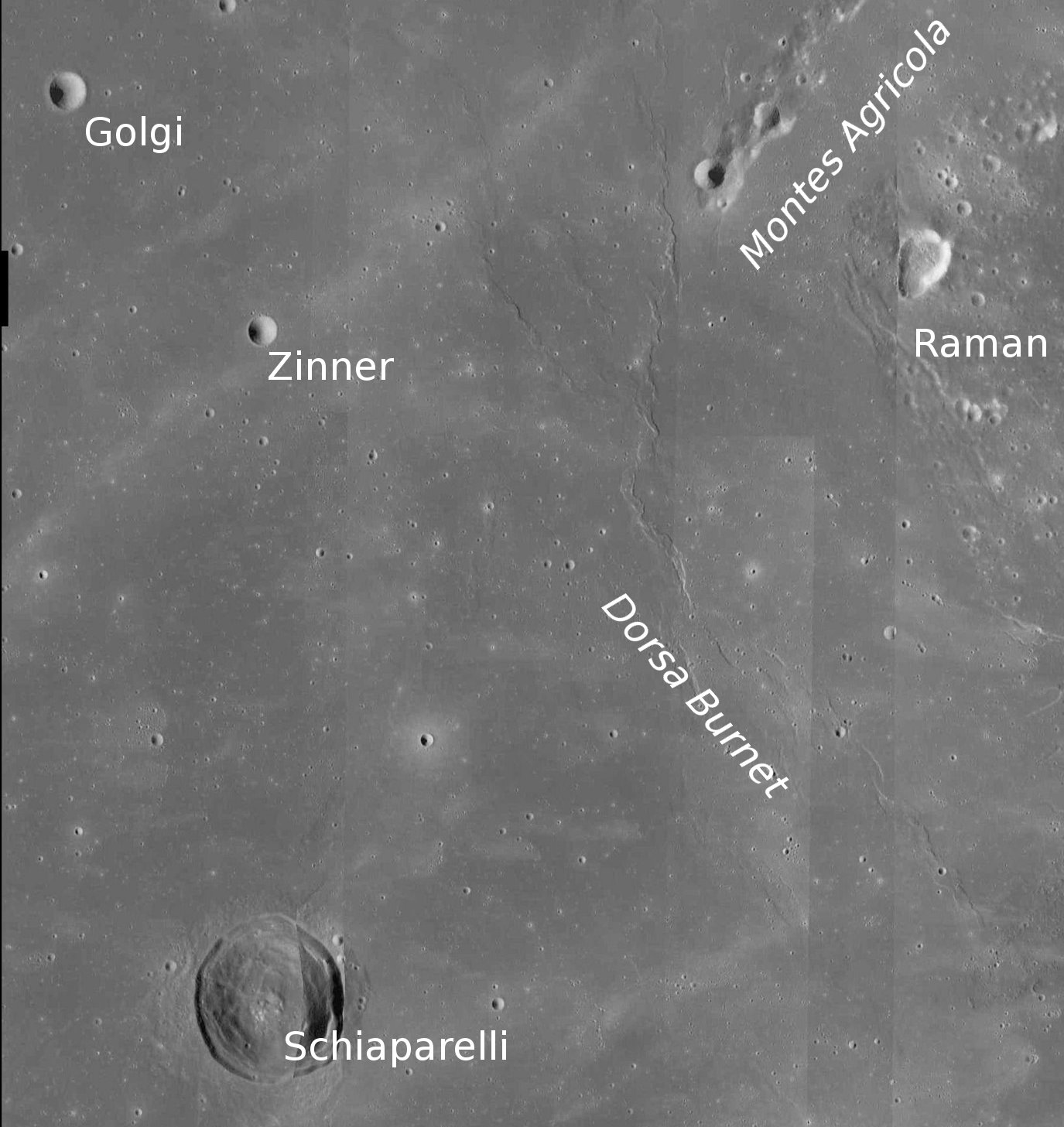
斯基亚帕雷利陨石坑的周边，月球勘测轨道飞行器拍摄。

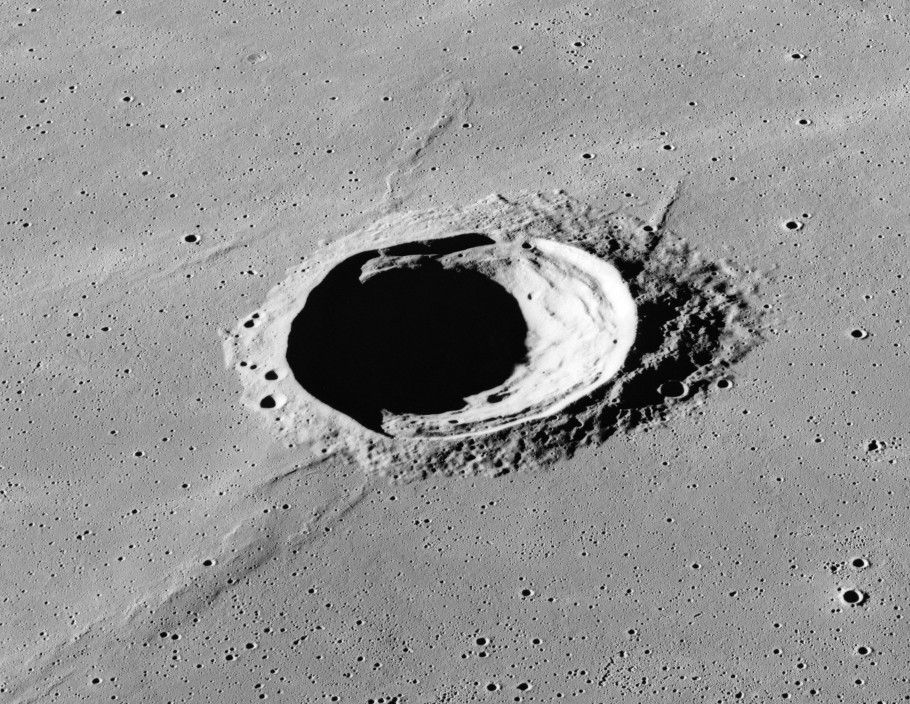
阿波罗15号拍摄的太阳斜照下的斯基亚帕雷利陨石坑南向斜视图，清楚地显示了月海地层上覆盖的陨坑喷出物。

该陨坑北面靠近津纳陨石坑、东侧毗邻希罗多德陨石坑、塞琉古环形山位于它的西南偏西，而它的东北则绵延着伯内特山脊，更远处坐落着细长的阿格里科拉山脉。该陨坑中心月面坐标为23°23′N 58°49′W / 23.38°N 58.82°W，直径24.2公里，深度约2.19公里。
斯基亚帕雷利陨石坑外观接近圆状，几乎未受到侵蚀。坑壁边缘尖峭清晰，沿东北、东侧及东南壁略有磨损，北侧壁则延伸出一道向北的皱岭。该陨坑壁高出周边地形840米，内部容积约有370公里3。坑内地表除东部一小块较平坦外，大部分地区均崎岖不平，坑底中心坐落了一座低矮的中央丘。该陨坑的形态特征隶属于"TRI 型"(以该类月坑的典型代表特里斯纳凯尔陨石坑所命名)。
斯基亚帕雷利陨石坑坐落在相对平坦无奇的月海区，沿它的东南外壁掠过一道来自遥远的格鲁什科陨石坑的射纹束，因而，使它能较容易地被识别出。
在火星上也有一座同名的撞击坑。

## 卫星陨石坑
按惯例，最靠近斯基亚帕雷利陨石坑的卫星坑将在月图上以字母标注在它的中心点旁边。
| 斯基亚帕雷利 | 纬度    | 经度    | 直径   |
| ------------ | ------- | ------- | ------ |
| A            | 23.0° N | 62.0° W | 7 公里 |
| C            | 25.8° N | 62.2° W | 6 公里 |
| E            | 27.1° N | 62.0° W | 5 公里 |

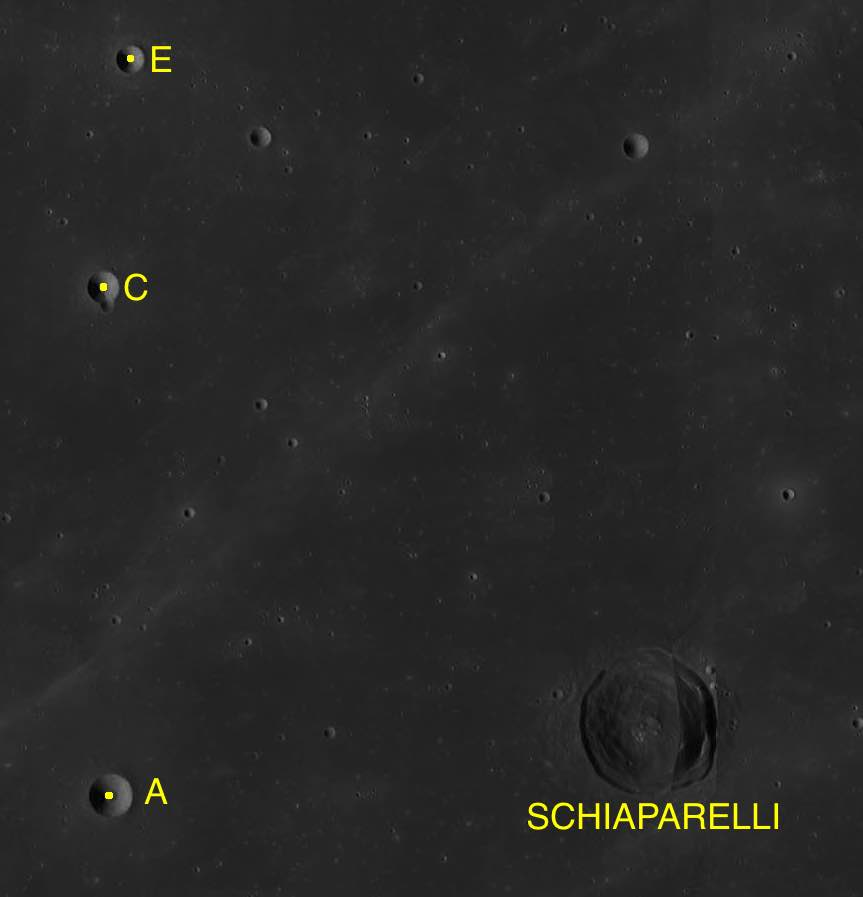
LAC-38 区域图

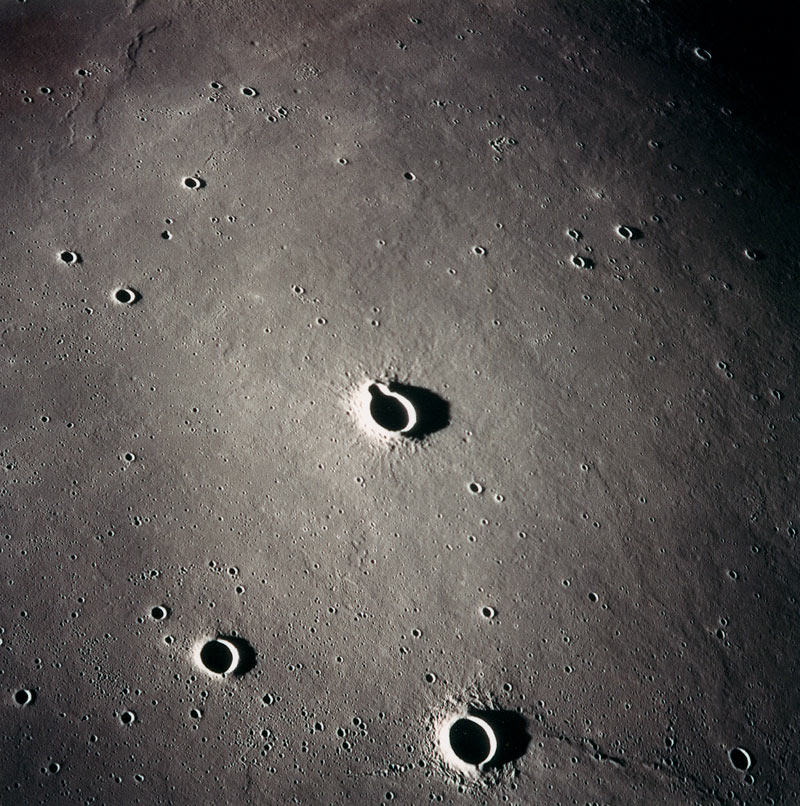
阿波罗15号拍摄的卫星坑"斯基亚帕雷利 C"(中)和"斯基亚帕雷利 E"(底部)，下方为北。

- 1973年卫星坑"斯基亚帕雷利 B"被 国际天文学联合会更名为津纳陨石坑.
- 1973年卫星坑"斯基亚帕雷利 D"被 国际天文学联合会更名为高尔基陨石坑.

## 图集

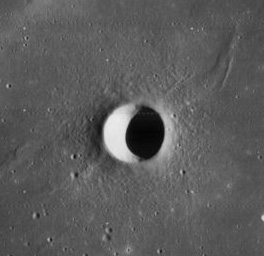
月球轨道器4号拍摄的"斯基亚帕雷利 A"
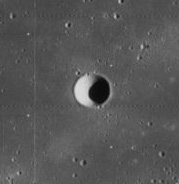
月球轨道器4号拍摄的津纳陨石坑(斯基亚帕雷利 B)
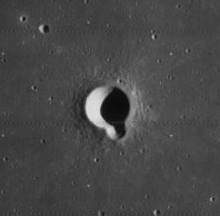
月球轨道器4号拍摄的"斯基亚帕雷利 C"
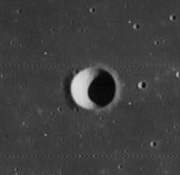
月球轨道器4号拍摄的高尔基陨石坑(斯基亚帕雷利 D)
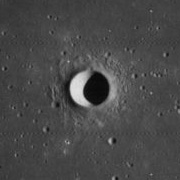
月球轨道器4号拍摄的"斯基亚帕雷利 E"
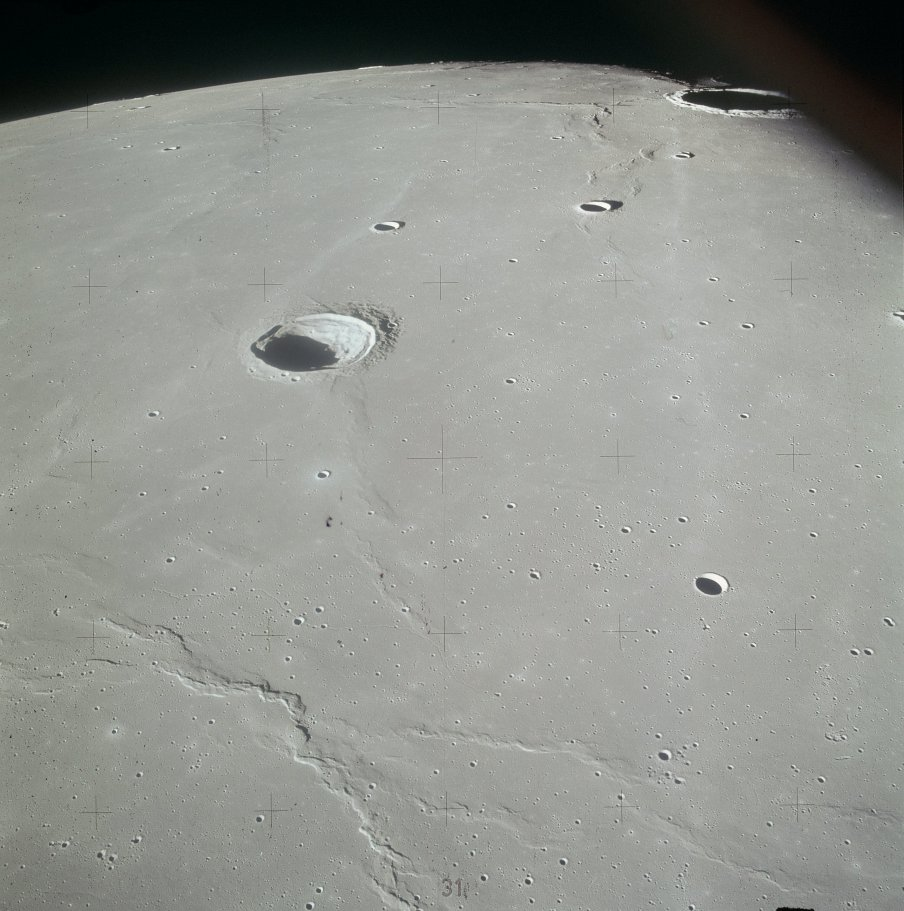
斯基亚帕雷利陨坑(左中偏上)和塞琉古环形山(右上)，左下方为伯内特山脊，阿波罗15号拍摄。

## 另请参阅
- Andersson, L. E.; Whitaker, E. A. . NASA RP-1097. 1982.
- Blue, Jennifer. . USGS. July 25, 2007  [2007-08-05]. （原始内容存档于2012-04-08）.
- Bussey, B.; Spudis, P. . New York: Cambridge University Press. 2004. ISBN 978-0-521-81528-4.
- Cocks, Elijah E.; Cocks, Josiah C. . Tudor Publishers. 1995. ISBN 978-0-936389-27-1.
- McDowell, Jonathan. . Jonathan's Space Report. July 15, 2007  [2007-10-24]. （原始内容存档于2012-05-26）.
- Menzel, D. H.; Minnaert, M.; Levin, B.; Dollfus, A.; Bell, B. . Space Science Reviews. 1971, 12 (2): 136–186. Bibcode:1971SSRv...12..136M. doi:10.1007/BF00171763.
- Moore, Patrick. . Sterling Publishing Co. 2001. ISBN 978-0-304-35469-6.
- Price, Fred W. . Cambridge University Press. 1988. ISBN 978-0-521-33500-3.
- Rükl, Antonín. . Kalmbach Books. 1990. ISBN 978-0-913135-17-4.
- Webb, Rev. T. W.  6th revised. Dover. 1962. ISBN 978-0-486-20917-3.
- Whitaker, Ewen A. . Cambridge University Press. 1999. ISBN 978-0-521-62248-6.
- Wlasuk, Peter T. . Springer. 2000. ISBN 978-1-85233-193-1.